# Breogán
Breogán, também identificado como Brigo, é um personagem lendário da Galiza, que consta no ciclo mitológico celta. É descrito como o fundador da cidade de Brigantia (Brigâncio, atual Corunha) e o construtor de uma alta torre mítica, localizada por alguns autores na região de Trás-os-Montes, enquanto outros a identificam na região da Corunha, sendo o local onde os romanos construíram a famosa Torre de Hércules. Alguns também apontam Brigantia como a origem do nome da região de Bragança. A principal fonte documental sobre Breogán é o Lebor Gabála Érenn, um compêndio medieval do século XI sobre os mitos fundacionais dos irlandeses. Neste compêndio, é descrito como o filho de Brate e o pai de Ith e Bile, entre outros, assim como o antepassado dos gaels, sendo um ancestral dos milesianos, povo que descende de seu sobrinho, Míle Espáine. Também conta como os gaélicos descendem de Adão, através dos filhos de Noé, e como chegaram à Irlanda através da Galiza.
Breogán é a personificação nacional da Galiza, sendo mencionado duas vezes no hino Os Pinos através de referências metafóricas à Galiza como o "Fogar" e a "Nação de Breogán".

## Etimologia
Uma possível explicação para a origem do nome de Breogán poderia ser a partir da expressão Breo-genus (filho de Breo), sendo Breo o gaélico Brate. Um exemplo disso podem ser os altares votivos dedicados ao deus lar Berobreo localizados no Monte Facho de Donón, no concelho de Cangas do Morrazo. Os altares estão escritos em latim, e nota-se que deus lar originalmente significava "falecido deificado", portanto, poderia ser traduzido como altares dedicados ao "falecido deificado" Berobreus.

## Lenda

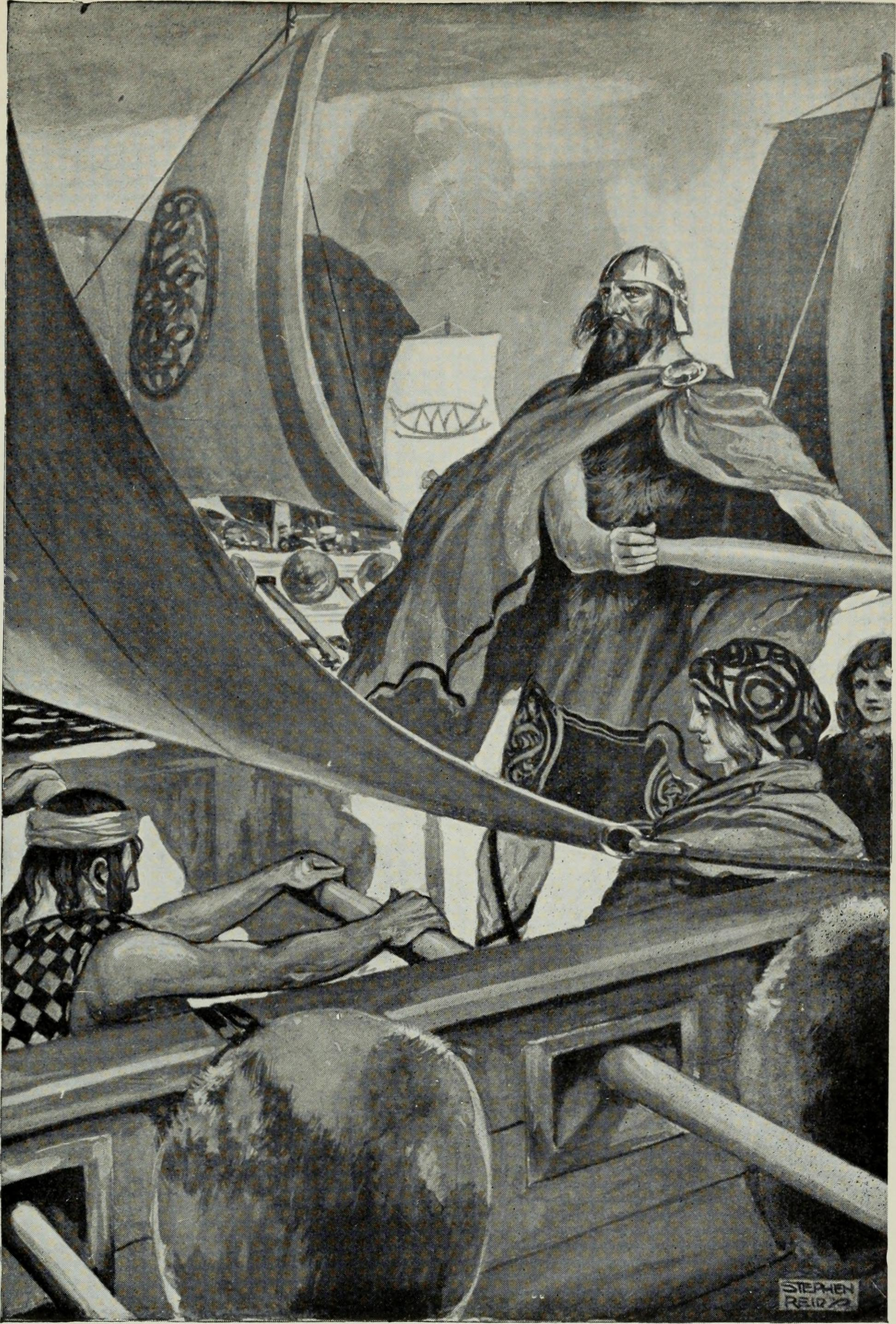
"A chegada dos filhos de Miled", ilustração de J. C. Leyendecker em Myths & Legends of the Celtic Race de T. W. Rolleston, 1911

De acordo com os relatos do Lebor Gabála Érenn, os ancestrais de Breogán passaram 440 anos vagando pela Terra, submetendo-se a uma série de provas e tribulações, uma história baseada na dos israelitas do Antigo Testamento. Esta parte da lenda foi criada em tempos medievais, nos séculos XI–XII, quando existia uma grande tradição cristã no momento da sua transcrição. Eventualmente, embarcaram do Egito, fugindo das pragas da época de Moisés e chegaram à Península Ibérica, conquistando-a. Isto contrasta-se com o achado de um escudo celta em Faium, no Egito, tal como nos mostra a obra clássica The Celts de T.G. Powell, onde se destaca que existiam "mercenários" celtas no Egito desde o ano 274 a.C.
| “ | Bai mac maith ic Brath .i. Bregon cá ṅdernad in Tor in chathir .i. Brigantia ainm na cathrach. A Tur Bregoin iṁ atchess Heriu fescur lathi gemreta. Atoscondairc Ith mac Bregoin. Brate teve um bom filho, a saber, Bregon, por quem foi construída a Torre e a cidade. Brigantia era o nome da cidade. Em verdade desde a Torre de Bregon foi enxergada a Irlanda numa noite invernal. Enxergou-a Ite, o filho de Bregon. | ” |
|   | — Lebor Gabála Érenn, tradução galega por Fernando Pereira González.. |   |

No noroeste da península, um dos líderes celtas, Breogán, fundou a cidade chamada Brigantia (identificada com a Corunha) e erigiu uma grande torre, a Torre de Breogán (identificada com a Torre de Hércules construída pelos romanos). Do ponto mais alto da torre, o seu filho Ith vislumbrou a ilha da Irlanda. A visão dessa terra fez com que os gaels e Ith navegassem para a Irlanda em uma expedição pacífica. Ali, Ith teria sido assassinado pelos três reis dos Tuatha Dé Danann, Mac Cuill, Mac Cécht e Mac Gréine. Como vingança, os oito filhos do neto de Breogán, Míle Espáine, e os nove irmãos de Ith, partiram de Brigantia à Irlanda em trinta e seis navios liderados por Érimón e Éber Donn, e a conquistaram. O nome Míle Espáine advém do latim Miles Hispaniae ("soldado da Hispânia") e é provavelmente uma invenção dos escritores cristãos.
Os filhos de Míle, conhecidos como milesianos, desembarcaram no Condado de Kerry e abriram caminho lutando até a colina de Tara. Durante a conquista, as esposas dos três reis dos Tuatha Dé Danann, Ériu, Banba e Fódla, pediram-lhes que a ilha recebesse os seus nomes: Ériu é a forma mais antiga do nome moderno de Éire, e Banba e Fódla foram usados como nomes poéticos para a Irlanda, como Álbion para a Grã-Bretanha. Em Tara, os filhos de Míle se reuniram com os três reis, e decretou-se que os invasores regressassem aos seus navios e navegassem uma distância de nove ondas, e se conseguissem desembarcar novamente, a Irlanda seria deles. Navegando de novo, os Tuatha Dé Danann empregaram a sua magia para desencadear uma tempestade, na qual cinco dos filhos de Míle pereceram, deixando apenas Éber Finn, Érimón e Amergin Glúingel vivos. Porém, Amergin realizou uma invocação chamando o espírito da Irlanda conhecida como a "Canção de Amergin", graças à qual puderam desembarcar e tomaram a ilha na batalha de Tailtiu. Os três reis dos Tuatha Dé Danann foram derrotados em combate singular pelos três filhos sobreviventes de Míle, Éber Finn, Érimón e o próprio Amergin. Após a vitória, Amergin dividiu o reino entre Érimón, que governou no norte, e Éber Finn, que governou no sul.
Um ano depois da batalha de Tailtiu, Éber Finn não se contentou em governar apenas a sua metade e lutou contra o irmão em Airgetros, sendo derrotado e assassinado, e dois anos após, Érimón derrotou Amergin em outra batalha. A tradição local em Drogheda marca seu local de sepultamento em Millmount. Érimón tornou-se o único governante da Irlanda. O alto-reinado alternaria entre os descendentes de Éber e os de Érimón. Entre os filhos de Éber estavam Conmáel, Ér, Orba, Ferón e Fergna.

## Difusão

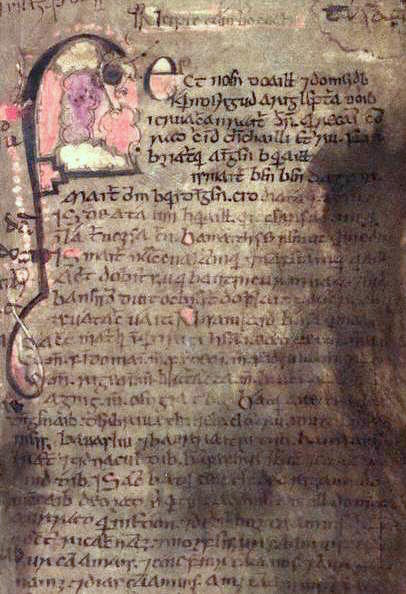
Fólio 53 do Livro de Leinster. Lebor Gabála Érenn está registrado em mais de uma dúzia de manuscritos medievais e o Livro de Leinster é só uma das fontes primárias do texto

A primeira menção na historiografia à relação entre a Galiza e as Ilhas Britânicas provém do século V, onde Paulo Orósio, historiador da Galécia, na sua obra Historiæ adversus paganos (417) ou "História contra os pagãos", menciona a "Torre de Brigantia" como um farol muito alto que se volta à Britânia, o qual poderia sugerir uma relação marítima entre a Galiza e as ilhas. Além disso, ele descreve a Irlanda como se situando "entre a Ibéria e a Britânia".
A lenda de Breogán recolhida no Leabhar Gabhála entre os anos 900–1000 já era conhecida na Galiza naquela época, como demostra a lenda galega de Trezenzônio, sendo um caso excepcional de mitologia compartilhada entre duas nações atlânticas. A lenda de Trezenzônio é uma história semelhante sobre um monge que viajou a uma ilha maravilhosa que viu do mais alto da Torre de Brigância, e foi escrita em latim nos primeiros anos do século XI na Galiza. A história, preservada em dois manuscritos do século XIV, é conhecida como Trezenzonii de Solistitionis Insula Magna ("A Grande ilha do solstício de Trezenzonius"). O seu filho foi Bile, que, por sua vez, era o pai de Milesius, o suposto ancestral de todos os irlandeses. Embora isto seja considerado um mito, a teoria da conquista da Irlanda pelos povos da Península Ibérica em tempos pré-históricos concorda com estudos genéticos realizados na população das Ilhas Britânicas.
Em dezembro de 1601, os irlandeses perderam a Batalha de Kinsale contra a Inglaterra e devido a isto muitos condes gaélicos decidiram abandonar o país para evitar represálias (evento conhecido como Fuga dos Condes). O conde Hugh Roe O'Donnell (em irlandês:  Aodh Ruadh Ó Domhnaill), um líder rebelde que lutou em Kinsale, foi um dos numerosos irlandeses que decidiram ficar na Galiza. Escapou de Castlehaven em 6 de janeiro de 1602, e chegou à Corunha no dia 14, onde foi recebido com honras pelo Governador da Galiza e pelo Arcebispo de Santiago de Compostela, onde foi fundado o Antigo Colégio dos Irlandeses em 1605. Ali foi levado a "visitar a Torre de Betanzos, onde, segundo as lendas dos bardos, os filhos de Milesius partiram para a Ilha do Destino". O fato de o conde O'Donnell ter sido levado a visitar o farol mostra que a lenda da colonização da Irlanda era conhecida na Galiza no século XVII.
Também do século XVII é a história do príncipe Catelo, um rei que fundou a cidade de Brigância, casou-se com a princesa Scota, e depois colonizou a Irlanda e a Escócia.
A idea de que os gaels irlandeses provêm do norte da antiga Hispânia pode basear-se nas semelhanças dos nomes Ibéria e Hibérnia e de Galiza e Gael. Pseudo-historiadores medievais fizeram declarações semelhantes sobre outras nações baseando-se nos seus nomes.

## Genética
Um estudo genético realizado na Universidade de Oxford em 2006, com base no DNA de 10.000 voluntários, desenvolveu o mapa genético da Irlanda e Inglaterra, sugerindo que a maioria da população das ilhas britânicas é descendente de granjeiros e pescadores neolíticos originários das regiões nortenhas da Península Ibérica.
Spencer Wells, diretor do Projeto Genográfico da National Geographic, em seu livro Os Nossos Antepassados, publicado em castelhano em 2007, estabeleceu o domínio de marcadores de DNA genéticos no norte da península (Galiza toda, Galiza atual e norte de Portugal), haplogrupos R1b, I1a, de 16.000 anos atrás (última era do gelo) e sua extensão subsequente ao noroeste máximo da Europa. O marcador M3 traz as mesmas conclusões, ainda dominante na Península Ibérica e as Ilhas Britânicas.
Estas duas obras, consistentes em seus resultados, dão mais credibilidade aos clássicos dos séculos XI e XII que compilaram as sagas irlandesas como obras historiográficas sobre tribos galaicas e suas tradições até a conquista romana. Ambas as obras apontam um repovoamento por homens e mulheres vindos da Península Ibérica após a última era do gelo. São também um reforço para os historiadores que defendem a tese da sociedade da idade do bronze atlântica, estabelecendo a rota do repovoamento.
Essas formas afins do Modal Haplótipo Atlântico (AMH) de R1b, cromossomo Y, também chamado de haplótipo 15, possuem os seguintes alelos: DYS388 12 DYS390 24, DYS391 11 DYS392 13, DYS393 13, DYS394 14 (também conhecido como DYS19).